# 杜时贵
杜时贵（1962年6月—），汉族，浙江东阳人，矿山工程地质专家，宁波大学岩石力学研究所所长、博士生导师，中国工程院院士。1998年2月加入中国致公党。第十一届、第十二届全国政协委员。

## 简历
1984年毕业于武汉地质学院地质学专业；1984年7月至1993年9月先后任中国地质大学助教、讲师；1992年取得中国地质大学工程地质专业硕士；1998年2月加入中国致公党；1999年取得浙江大学岩土工程专业博士；
2003年5月至2005年1月任金华职业技术学院副院长；2005年2月至2007年9月担任浙江建设职业技术学院副院长；2007年10月至2012年2月担任浙江工业职业技术学院院长；2012年3月至2014年10月任浙江理工大学副校长；2014年10月至2020年6月任绍兴文理学院副院长；2020年7月任宁波大学岩石力学研究所所长；
2023年当选为中国工程院院士。

## 头衔
- 2018年10月任浙江省岩石力学与地质灾害重点实验室主任；
- 2022年11月任深部煤矿采动响应与灾害防控国家重点实验室学术副主任；